# Dystynktorium

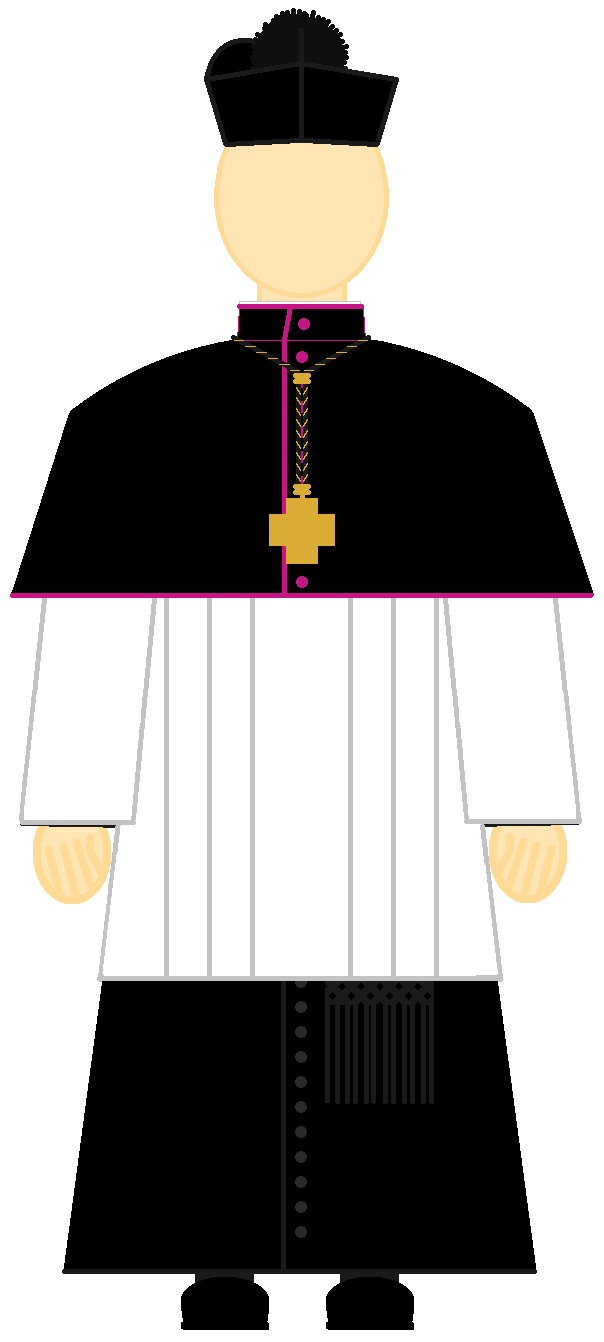
Strój chórowy kanonika z dystynktorium na piersi.

Dystynktorium (krzyż kanonicki, order kanonicki) – odznaka o formie orderowej, przyznawana kanonikom należącym do kapituły przy katedrze, nadawana od XVIII wieku.
Nazwa pochodzi od łacińskiego słowa distinctorium („znak odznaczania się”). Noszone na piersiach na łańcuchach lub wstęgach czerwonych lub błękitnych, zwykle miały postać krzyża (w różnych odmianach), na którym umieszczano herb lub wizerunek patrona kapituły.
Kapituła mogła otrzymać prawo do posiadania dystynktorium na podstawie bulli erekcyjnej lub indultu wydanego przez Stolicę Apostolską.
Dystynktorium nie należy mylić z pektorałem − ozdobnym krzyżem noszonym na piersiach przez wyższe duchowieństwo.

## Galeria

Niektóre polskie dystynktoria na piersiach kanoników
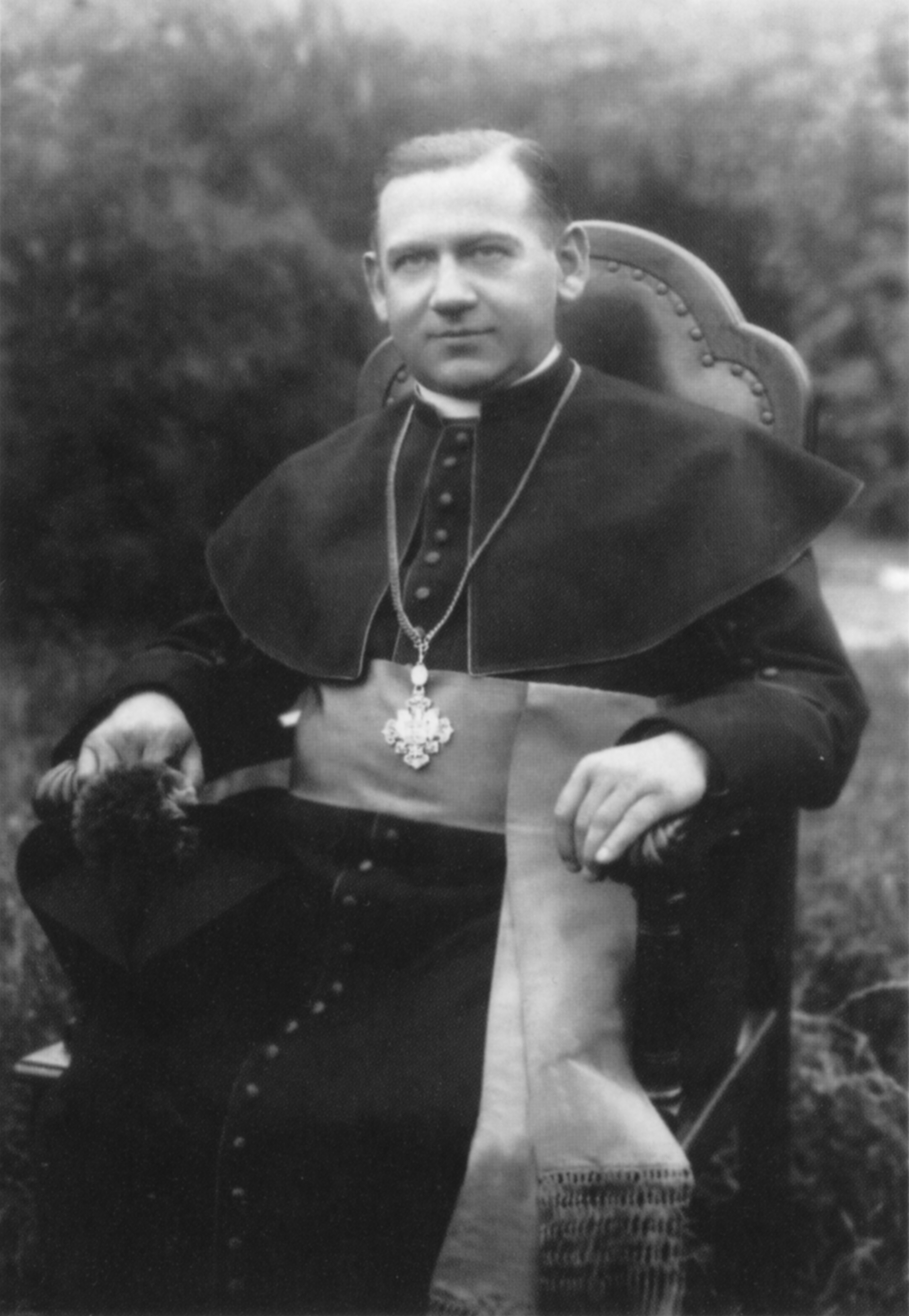
katowickie
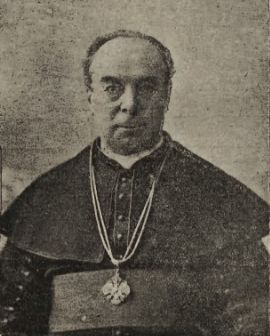
krakowskie
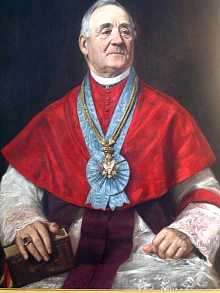
sandomierskie
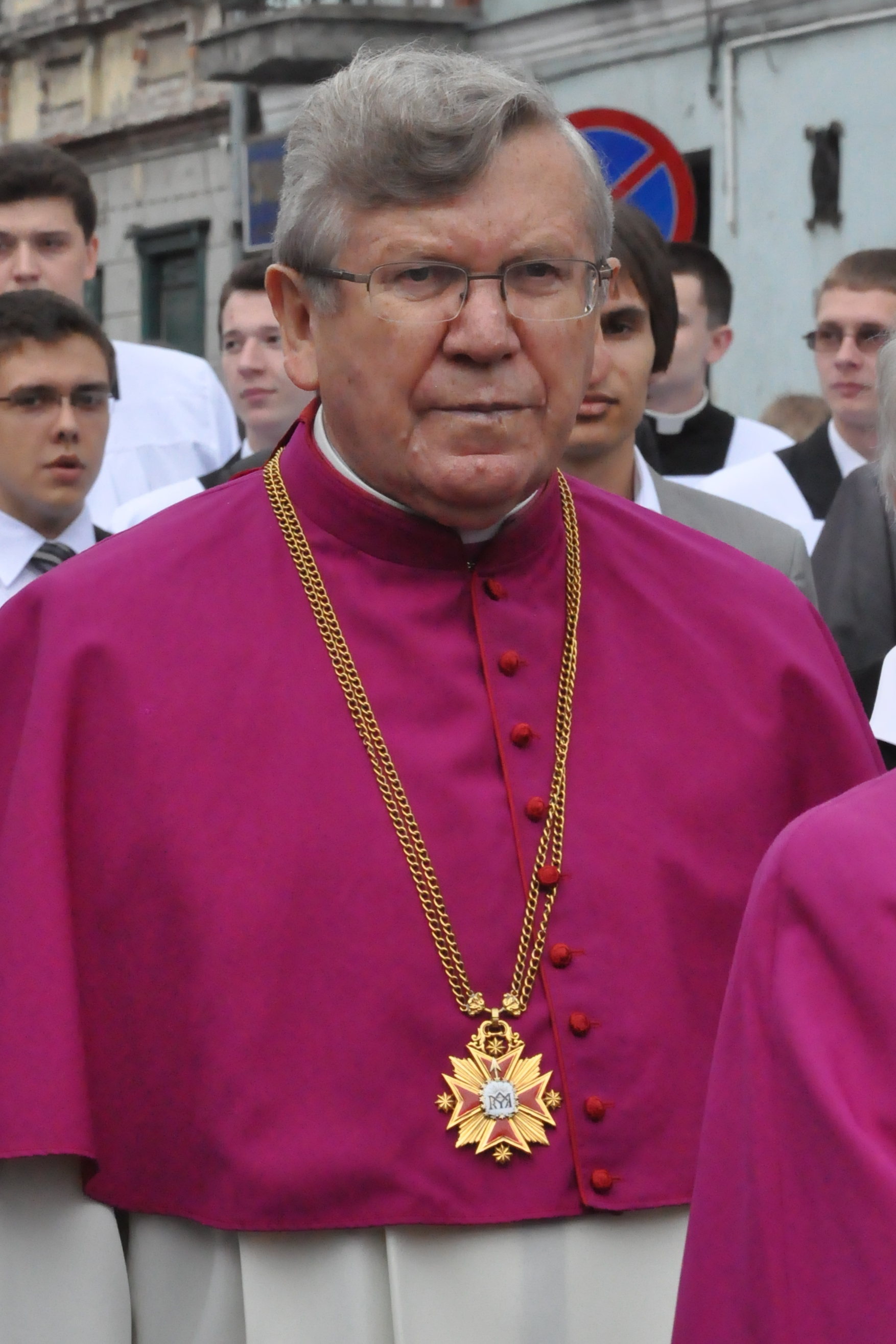
włocławskie
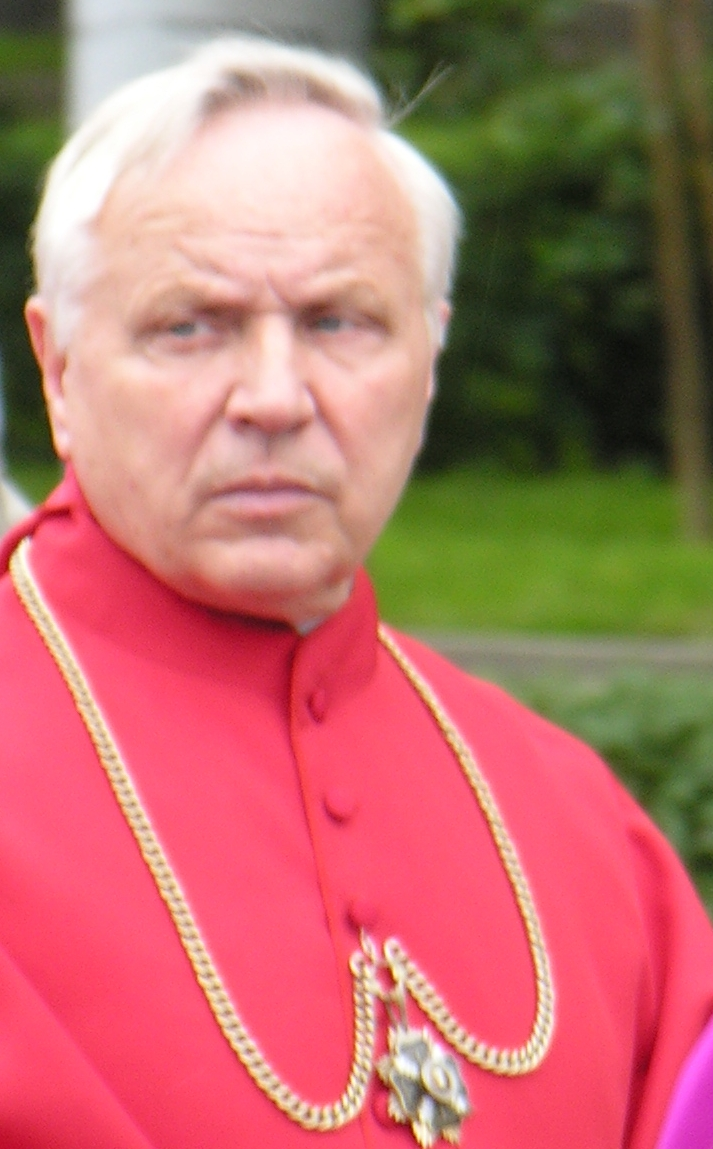
wrocławskie